# 羅伯特·大衛·斯蒂爾
羅伯特·大衛·斯蒂爾（英語：Robert David Steele，1952年7月16日—2021年8月29日）是美國政治活動家，曾經在中央情報局和美國海軍陸戰隊任職。他以倡導開源情報而聞名。

## 生平

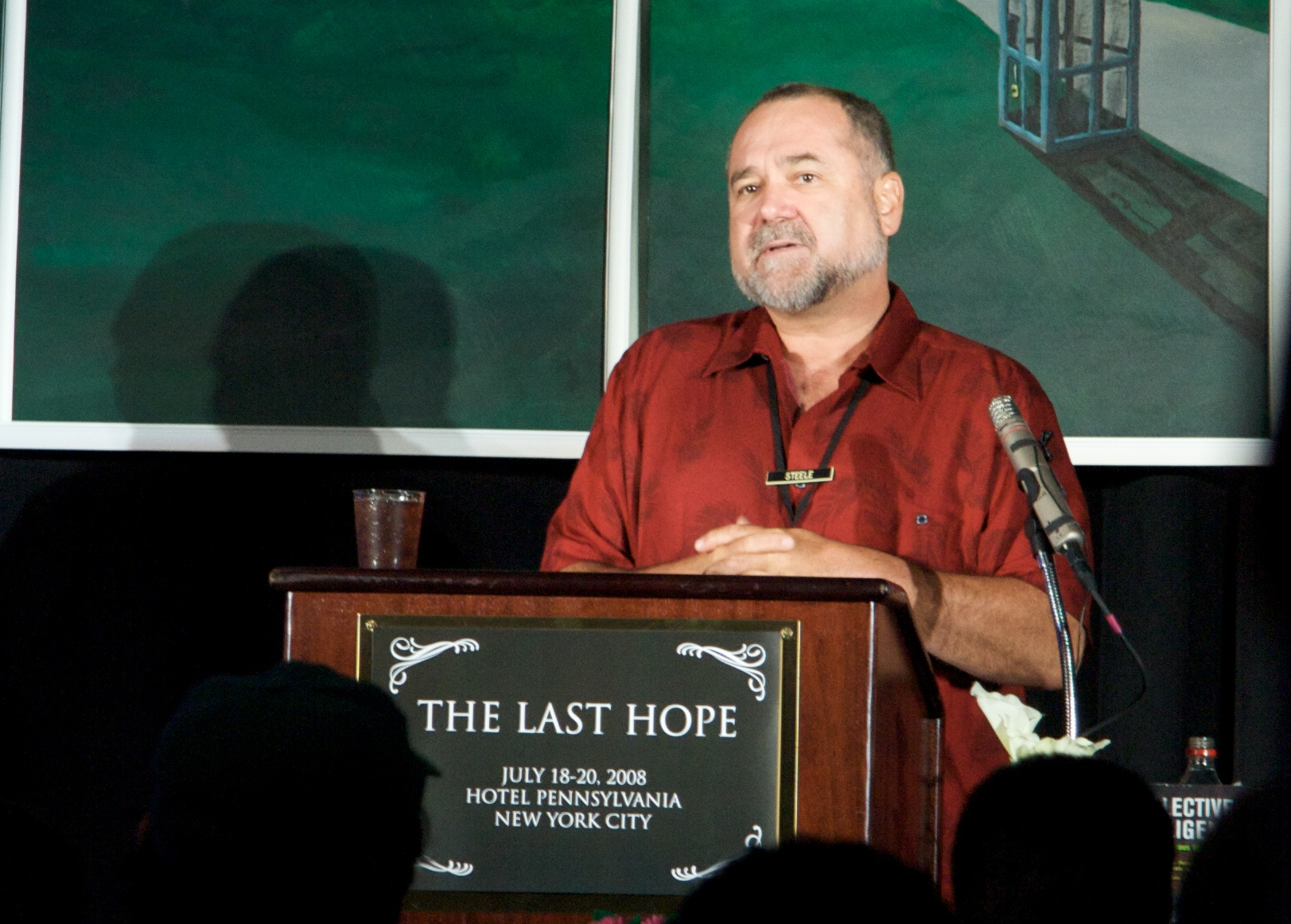
斯蒂爾，攝於2008年

1979年至1988年於中央情報局任職，1988年至1993年間於美國海軍陸戰隊任職。在1993年至2010年間，他擔任開源情報公司Open Source Solutions的執行長。
2011年，斯蒂爾宣布競選美國改革黨的總統候選人提名，他在2012年2月23日退選。2015年6月，斯蒂爾宣布競選自由意志黨的總統候選人提名，2016年1月，他表示退選。
2017年9月，斯蒂爾與前美國聯邦眾議員辛西亞·麥金尼共同發起名為「#UNRIG」的運動。
2017年6月，斯蒂爾在接受艾力克斯·瓊斯的採訪時稱NASA在火星上擁有一个殖民地；NASA发言人蓋·韋伯斯特（Guy Webster）隨後否認了斯蒂爾的此一指控。
2021年8月29日，因確診COVID-19，於佛羅里達州的一家醫院去世，享年69歲。

## 外部連結
- 官方网站 （英文）
- 羅伯特·大衛·斯蒂爾在互联网电影资料库（IMDb）上的資料（英文）